# Pieusse
Pieusse ist eine französische Gemeinde mit 967 Einwohnern (Stand 1. Januar 2022) im Département Aude in der Region Okzitanien (vor 2016 Languedoc-Roussillon). Sie gehört zum Kanton La Région Limouxine im Arrondissement Limoux. Die Einwohner werden Pieussans genannt.

## Geographie
Pieusse liegt etwa 20 Kilometer südsüdwestlich von Carcassonne an der Aude. Umgeben wird Pieusse von den Nachbargemeinden Cépie im Norden und Nordwesten, Pomas im Norden und Nordosten, Saint-Hilaire im Osten und Nordosten, Gardie im Osten, Villar-Saint-Anselme im Südosten, Limoux im Süden sowie Saint-Martin-de-Villereglan im Westen und Nordwesten.

## Geschichte
Pieusse war im Mittelalter eines der Zentren der Katharer.

### Bevölkerungsentwicklung
| Jahr                       | 1962 | 1968 | 1975 | 1982 | 1990 | 1999 | 2006 | 2018 |
| -------------------------- | ---- | ---- | ---- | ---- | ---- | ---- | ---- | ---- |
| Einwohner                  | 459  | 458  | 532  | 697  | 877  | 906  | 927  | 973  |
| Quellen: Cassini und INSEE |      |      |      |      |      |      |      |      |

## Sehenswürdigkeiten
- Kirche Saint-Genest aus dem 11. Jahrhundert, seit 2003 Monument historique
- Kirche Saint-André aus dem 11. Jahrhundert, seit 1951 Monument historique
- Kirchruine Saint-Jammes
- Burg Pieusse, 1140 bis 1145 erbaut, seit 1989 Monument historique

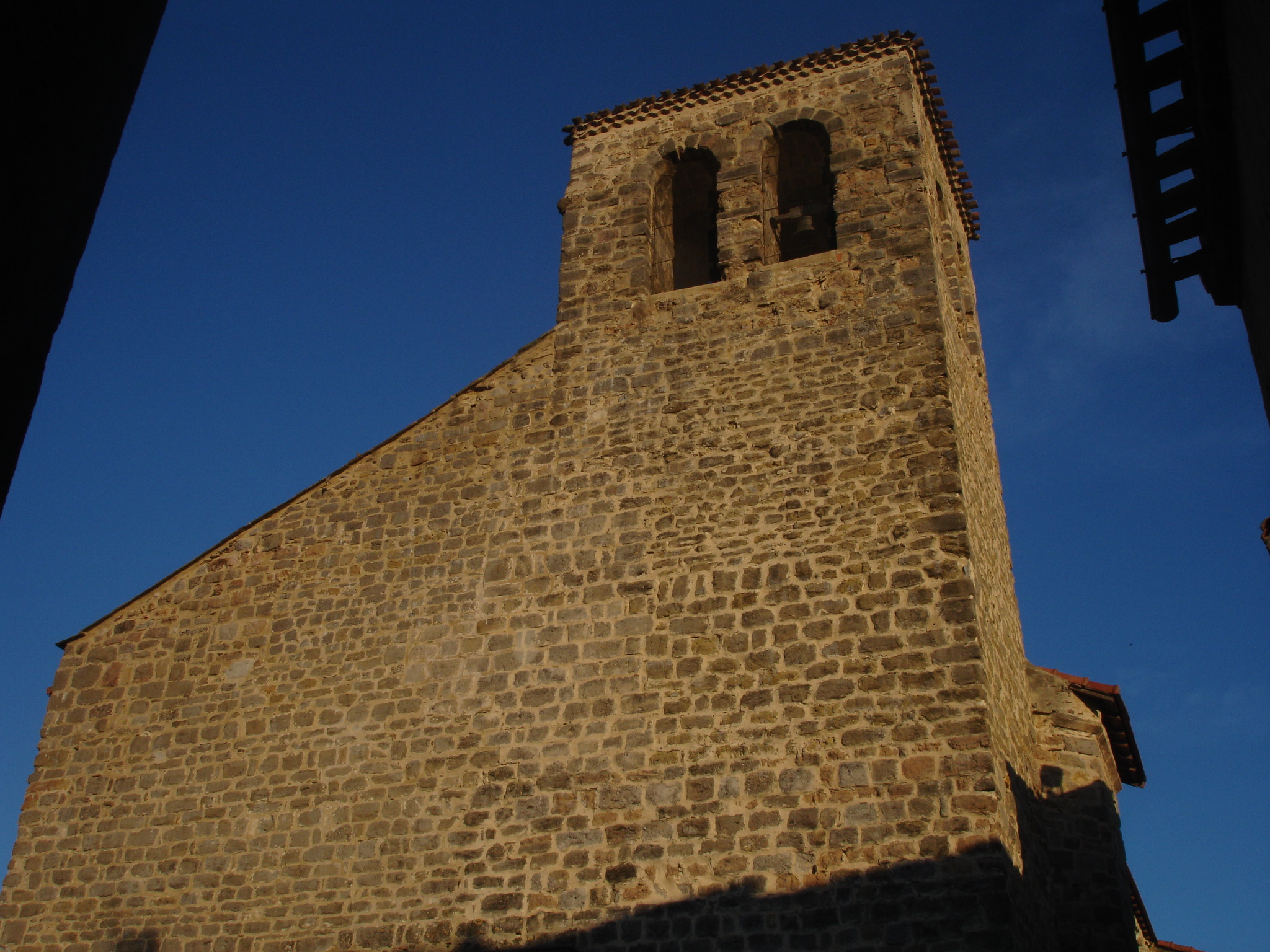
Kirche Saint-Genest
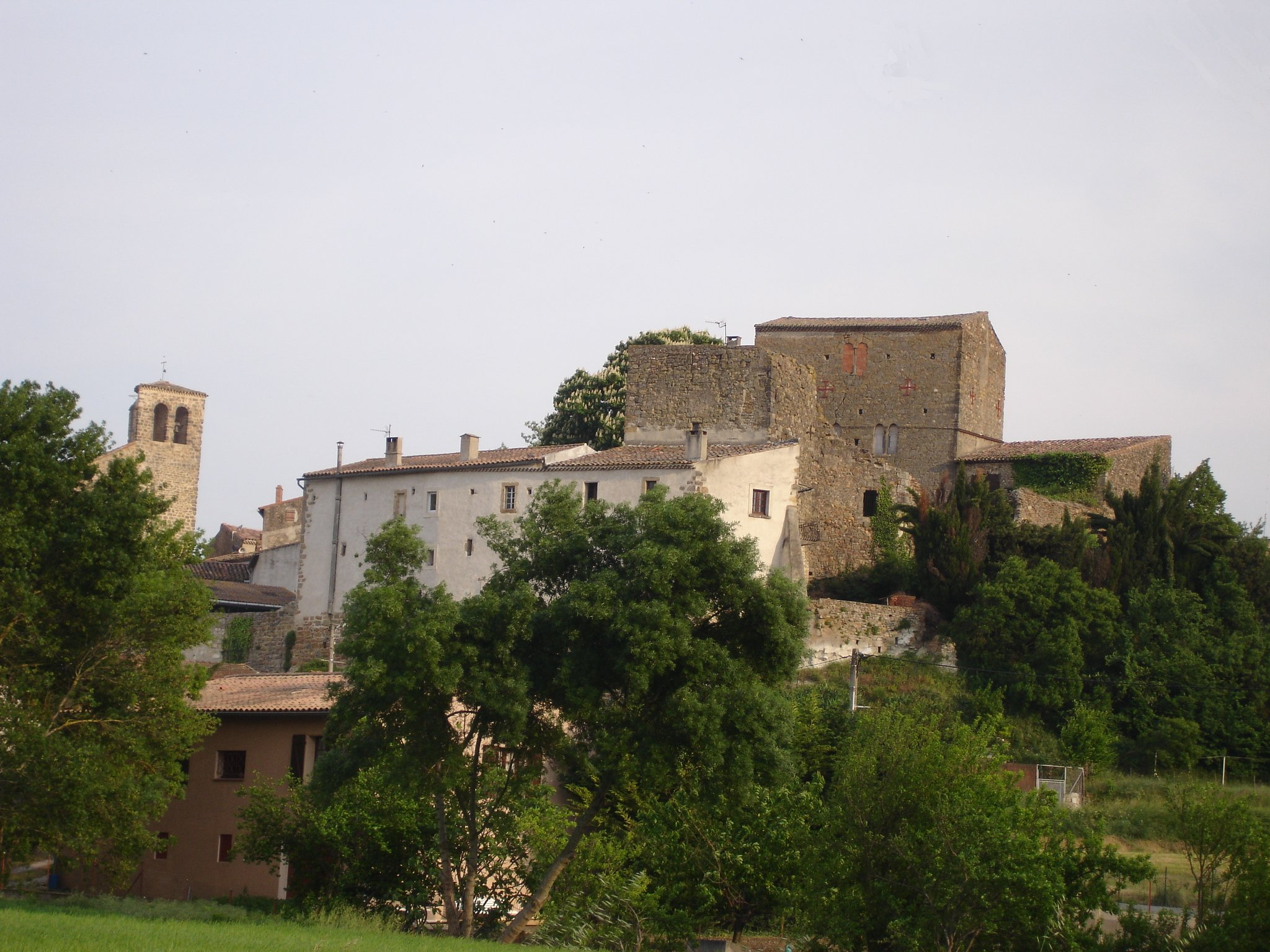
Burg Pieusse

## Persönlichkeiten
- Joseph Delteil (1894–1978), Schriftsteller, hier aufgewachsen